# Bioło Nysa
Bioło Nysa – szósty album Dohtora Mioda. Wydany w 2005 roku.

## Lista utworów
| #  | Tytuł                | Czas |
| -- | -------------------- | ---- |
| 1. | "Jadymy na kurwy"    | 3:19 |
| 2. | "Juz miarka sie..."  | 1:56 |
| 3. | "Nojlepszo rozrywka" | 3:13 |
| 4. | "Piekary II"         | 3:40 |
| 5. | "Bioło Nysa"         | 4:28 |
| 6. | "Wolno Palestyna"    | 3:08 |
| 7. | "Smród z ciula"      | 1:43 |
| 8. | "Bonus Track"        | 3:11 |